# Parafia św. Stanisława w Żerkowie
Parafia Świętego Stanisława w Żerkowie – parafia rzymskokatolicka należąca do dekanatu Żerków diecezji kaliskiej. Została utworzona w XI wieku. Mieści się przy ulicy Kościelnej. Prowadzą ją księża diecezjalni.
Jeden z tutejszych proboszczów Jan Nepomucen Chrzan został błogosławionym w gronie 108. męczenników.